# Пакт про надання притулку та міграцію
Пакт про надання притулку та міграцію, або Міграційний пакт — набір правил Європейського Союзу щодо міграції, які набувають чинности в червні 2026 р. Він змусить держави-члени більш рівномірно розподіляти витрати та зусилля з прийому мігрантів і реформувати процедури надання притулку та безпеки кордонів Європейського Союзу, серед інших положень.

## Законодавчий процес
Європейська комісія спочатку запропонувала Пакт 23 вересня 2020 року. Угоду було погоджено 20 грудня 2023 року між представниками обраного Європейського парламенту та Ради Європейського Союзу, що складається з міністрів урядів ЄС.
Він був прийнятий Європейським парламентом 10 квітня 2024 року з невеликою перевагою в 30 голосів щодо деяких положень. Рада Європейського Союзу схвалила Пакт 14 травня 2024 року, а Угорщина та Польща проголосували проти.

## Положення
Положення Пакту застосовуються до мігрантів, спійманих під час незаконного перетину зовнішнього кордону ЄС, наприклад тих, хто досягає берегів Греції, Італії чи Іспанії через Середземне море або Атлантичний океан на човнах, наданих контрабандистами; оцінюється приблизно в 300 000 мігрантів у 2023 році. Положення не поширюються на легальних мігрантів до ЄС (~3,5 мільйона у 2023 році) та мігрантів, які прибули легально, але прострочили свої візи (~700 000 у 2023 році).
Пакт передбачає, що однакові процедури та процедурні стандарти застосовуються до всіх заявників на надання притулку в країнах-членах ЄС. Пакт передбачає, що мігранти, які незаконно в'їжджають до ЄС, проходитимуть перевірку особи, здоров'я та безпеки, включаючи біометричне зчитування обличь і відбитків пальців, протягом семи днів, причому інформація зберігається у новоствореній базі даних Eurodac. Результатом перевірки буде або заява на міжнародний захист, наприклад притулок, або депортація.
Люди, які шукають притулку, повинні будуть подати заяву в тій державі ЄС, до якої вони в’їхали першою, і залишатися там, доки не буде визначено країну, відповідальну за їхнє звернення. Шукачі притулку з держав, заявки громадян яких затверджуються менше ніж у 20% випадків, будуть прискорено переміщуватися в центри утримання поблизу кордонів ЄС. Цю процедуру слід виконати протягом 12 тижнів, включаючи час для однієї судової апеляції, якщо заяву про надання притулку буде відхилено, з можливим продовженням на вісім тижнів. Мігранти з країн з вищим рівнем прийняття зможуть пройти звичайну процедуру надання притулку, яка буде скорочена з поточної тривалості років. Питання про депортацію буде видано автоматично, якщо запит на надання притулку буде відмовлено. Пакт дозволить швидше депортувати людей до країн походження або транзиту, якщо вони будуть визнані безпечними.
Дублінський регламент, який визначає, яка держава-член відповідає за розгляд будь-якої індивідуальної заяви про надання притулку, буде змінено. Держави, куди вперше прибули мігранти, зможуть переселяти в інші країни ЄС до 30 000 мігрантів на рік. Пакт запровадить «обов’язковий механізм солідарности», згідно з яким усі країни ЄС повинні або фізично приймати шукачів притулку, або допомагати іншим способом, наприклад фінансово чи шляхом надання додаткового персоналу. За механізмом держава може заплатити 20 000 євро за кожного мігранта, якого вона не прийме.
Ірландія та Данія взяла право на неучасть щодо Пакту. Ірландія пізніше приєдналася до Пакту 27 червня 2024 року. 

## Рецепція

### Підтримка
Президентка Європейської комісії Урсула фон дер Ляєн заявила, що Пакт є «великим досягненням для Європи», і що він забезпечить «європейське рішення» для міграції шляхом забезпечення безпеки кордонів і підвищення ефективности розгляду заяв про надання притулку. Президентка Європейського парламенту Роберта Метсола з Мальти сказала: «Ми створили міцну законодавчу базу щодо того, як мати справу з міграцією та наданням притулку в ЄС».
Канцлер Німеччини Олаф Шольц привітав пакт як «історичний, необхідний» крок, який «обмежує нелегальну міграцію та нарешті знімає тягар з держав, які особливо постраждали». Міністр міграції Греції Дімітріс Кайрідіс назвав Пакт «великим проривом». Пакт підтримала Міжнародна організація з міграції.

### Критика
Деякі праві політики критикували Пакт за те, що він не зайшов достатньо далеко для запобігання нелегальній імміграції, наприклад, відсутні положення, що стосуються повернення мігрантів, а також за підрив національного суверенітету. Польща та Угорщина виступили проти Пакту через зобов’язання приймати мігрантів, причому прем’єр-міністр Польщі Дональд Туск заявив, що «ми захистимо Польщу від механізму переселення», а прем’єр-міністр Угорщини Віктор Орбан заявив, що «безпечних кордонів більше немає, Угорщина ніколи не піддасться безумству масової міграції».
Ліві критики Пакту заявили, що він ставить під загрозу права людини, які шукають притулку. Група правозахисних організацій, зокрема Oxfam, Caritas, Amnesty International і Save the Children, розкритикували пакт у відкритому листі, заявивши, що він створить «жорстоку систему». Понад 200 науковців, які належать до 66 переважно європейських університетів, назвали Пакт «негуманним» і вимагали від Європейського парламенту та Ради переглянути своє ставлення до Пакту.
У 2024 році такі дослідники, як Джеральд Кнаус, дійшли висновку, що реформа навряд чи призведе до скорочення нелегальної імміграції до ЄС. Законодавчі винятки зменшують кількість людей, які можуть перебувати в центрах утримання під вартою або претендувати на депортацію. До центрів утримання під вартою можуть бути відправлені лише особи, які надали неправдиві дані про свою особу, ті, хто становить загрозу національній безпеці, і, якщо це взагалі можливо встановити, ті, хто походить з країн з квотою захисту притулку менше 20 відсотків. Крім того, кількість заяв про надання притулку, які можуть розглядатися в центрах тимчасового утримання, обмежена 120 000 випадків на рік, тоді як фактична кількість прибулих до ЄС становила близько мільйона щороку в минулі роки. Кожен шукач притулку, як і раніше, матиме право на адвоката. Німецькі політики зменшили можливість депортації людей до країн транзиту, внісши до Міграційного пакту ЄС виняток про те, що шукачі притулку повинні мати зв'язок з цими країнами, який можна перевірити, що значно ускладнює можливість вислати когось назад. Гайко Реманн пише, що поки кожен має право просити притулку в Європі, а кожна заява оцінюється індивідуально, проблеми залишатимуться, доки не буде проведено реформування Конвенції про статус біженців та осіб без громадянства. Змінити це зможе лише реформа Конвенції про статус біженців.

## Потентійне внесення змін
У вересні 2024 року Нідерланди та Угорщина попросили право на неучасть у Пакті, а Франція заявила, що відкрита для перегляду його змісту. Усі держави-члени ЄС повинні були подати свої пропозиції до 12 грудня, однак лише 14 країн подали їх.

## Нормативно-правові акти
Результатом Пакту стали наступні десять законодавчих актів:
- Директива (ЄС) 2024/1346 (директива про умови прийому)
- Регламент (ЄС) 2024/1347 (кваліфікаційний регламент)
- Регламент (ЄС) 2024/1348 (регламент про процедуру надання притулку)
- Регламент (ЄС) 2024/1349 (регламент про процедуру повернення на кордоні)
- Регламент (ЄС) 2024/1350 (регламент про рамки переселення та гуманітарного прийому)
- Регламент (ЄС) 2024/1351 (регламент про питання притулку та управління міграцією)
- Регламент (ЄС) 2024/1352 (регламент про поправки щодо узгоджености, пов’язаних із перевіркою)
- Регламент (ЄС) 2024/1356 (регламент про перевірку)
- Регламент (ЄС) 2024/1358 (регламент про Євродак)
- Регламент (ЄС) 2024/1359 (регламент про кризові ситуації та форс-мажорні обставини)